# Executive Suite
Executive Suite is een Amerikaanse dramafilm uit 1954 onder regie van Robert Wise. Destijds werd de film in Nederland uitgebracht onder de titel De man aan de top.

## Verhaal
Als de directeur van de meubelfabriek Tredway ineens overlijdt, moet de raad van bestuur een opvolger kiezen. Loren Shaw denkt dat hij de post al op zak heeft, maar hij weet niet dat zijn opponent Josiah Dudley op de hoogte is van zijn verhouding met de bevallige Eva Bardeman. Op de dag van de verkiezing dient zich nog een derde kandidaat aan.

## Rolverdeling
| Acteur           | Personage             |
| ---------------- | --------------------- |
| William Holden   | McDonald Walling      |
| June Allyson     | Mary Blemond Walling  |
| Barbara Stanwyck | Julia O. Tredway      |
| Fredric March    | Loren Phineas Shaw    |
| Walter Pidgeon   | Frederick Y. Alderson |
| Shelley Winters  | Eva Bardeman          |
| Paul Douglas     | Josiah Walter Dudley  |
| Louis Calhern    | George Nyle Caswell   |
| Dean Jagger      | Jesse Q. Grimm        |
| Nina Foch        | Erica Martin          |
| Tim Considine    | Mike Walling          |
| William Phipps   | Bill Lundeen          |
| Lucy Knoch       | Mevrouw Nyle Caswell  |
| Edgar Stehli     | Julius Steigel        |
| Mary Adams       | Sara Asenath Grimm    |